# Rimska mitologija
Rimska mitologija je zbirka tradicionalnih zgodb, ki se nanašajo na legendarni izvor antičnega Rima in verski sistem, kot je predstavljeno v literaturi in vizualni umetnosti Rimljanov. Rimska mitologija se lahko nanaša tudi na sodobno preučevanje teh upodobitev in na vsebino, ki jo v katerem koli obdobju predstavlja literatura in umetnost drugih kultur.
Rimljani so svoje tradicionalne pripovedi običajno obravnavali kot zgodovinske, tudi če imajo čudežne ali nadnaravne prvine. Zgodbe se pogosto ukvarjajo s politiko in moralo ter kako se posameznikova osebna integriteta nanaša na njegovo odgovornost do skupnosti ali rimske države. Heroizem je bil pomembna tema. Ko zgodbe osvetlijo rimske verske prakse, se bolj ukvarjajo z obredom, svečeniki in institucijami kot s teologijo ali kozmogonijo .
Preučevanje rimske religije in mita zapletata zgodnji vpliv grške religije na Apeninskem polotoku v času rimske protozgodovine in poznejša umetniška posnemanja grških literarnih modelov rimskih avtorjev. V zvezi s teologijo so bili Rimljani radovedni, da bi identificirali lastne bogove z grškimi (interpretatio graeca) in znova interpretirali zgodbe o grških božanstvih pod imeni njihovih rimskih ustreznikov. Rimski zgodnji miti in legende imajo tudi dinamičen odnos z etruščansko religijo, manj dokumentiran kot pri Grkih.
Medtem ko rimski mitologiji morda primanjkuje obsežne narave božjih pripovedi, kakršne najdemo v grški literaturi, Romul in Rem, ki sesata volka, sta znana kot vsaka podoba iz grške mitologije, razen Trojanskega konja. Ker je bila latinska literatura v Evropi bolj poznana skozi srednji vek in v obdobju renesanse, so razlage grških mitov s strani Rimljanov pogosto imele večji vpliv na pripovedne in slikovne predstavitve 'klasične mitologije' kot grški viri. Zlasti verzije grških mitov v Ovidovih Metamorfozah, napisanih v času Avgustove vladavine, so se štele za kanonične.

### Literarni viri
Elementi prvotne rimske mitologije, ohranjeni v literarnih virih, zlasti v delih pesnikov in zgodovinarjev avgustove dobe, so tako »oblečeni v oblačilo grškega mita«, da delujejo kot literarni izum, kot psevdomitologija. Zgodbe v središču rimske mitologije - legende o Enejevem prihodu v Lacij in ustanovitvi mesta Rim - so prvič omenili grški avtorji. Homer že pravi, da bo Enej razširil trojanski kraljev rod, Stezihor (približno 550 pr. n. št.) je morda v eni pesmi omenil Enejev odhod iz razrušene Troje in Helanik iz Mitilene (približno 500 pr. n. št.). tudi pozna zgodbo Odisejevega in Enejevega prihoda v Lacij . Sledi Tauromenij (približno 356–260 pr. n. št.), ki v svoji Zgodovini navdušeno piše, da Enej iz razrušene Troje namesto zakladov na hrbtu prenaša svojega očeta Anhiza in kipe bogov prednikov ter pesnika Likofrona (približno 295 pr. n. št.), ki že v spevu Aleksandra napoveduje bodočo veličino Rima.
Rimljani so te grške zgodbe verjetno sprejeli šele v 3. stoletju pred našim štetjem, kar je razvidno iz fragmentov prvih rimskih pesnikov - Livija Andronika, Gneja Nevija in Kvinta Enija. Livij Andronik (približno 280–204 pr. n. št.) je v resnici prevedel oziroma prepesnil Homerjevo Odisejo v latinščino in napisal več dram s temami iz trojanskega cikla in mitom o Perzeju, in je grška božanstva pogosto nadomestil z italskimi. Gnej Nevij (približno 270–201 pr. n. št.) je pisal drame s temami iz rimske zgodovine, t.i. tragedije in v tragediji Romul grški mit zamenjal z rimsko legendo. V tem obdobju je ugledni rimski senator Fabij Piktor v grščini sestavil svojo analitično zgodovino Rima, kjer je govoril tudi o legendarni preteklosti Rima, ki jo je povezal s trojansko vojno in Enejem. Kvint Enij (239-169 pr. n. št.) je napisal spis Euhemer ali sveta zgodovina (latinsko Euhemerus sive sacra historia), kjer je na racionalen način, po  zgledu na Grka Euhemera, razlagal izvor različnih božanstev, ki so bila nekoč, če ne le personifikacije naravnih sil, pa v resnici močni in slavni vladarji, ki so jih častili z božanskimi častmi. Po drugi strani so številne Enijeve tragedije, napisane po vzoru na Evripida, popularizirale grške mite o Ifigeniji, Melanipi, Medeji, Telefu in Testu. Ponovno je pripovedoval legendo o ugrabitvi Sabink v izgubljeni tragediji Sabinke in razkril vso legendarno preteklost Rima v svoji zgodovinski pesmi Anali, ki je prav tako v veliki meri izgubljena. Prav tako niso ohranjeni Origines, v katerih je Katon Starejši skoraj dvajset let (približno 168–149 pr. n. št.) opisal legende o ustanovitvi ne le Rima, temveč tudi številnih drugih italijanskih mest.
Veliki rimski učenjak in polihistor Mark Terencij Varon (116–27 pr. n. št.) je trdil, da so Rimljani že zdavnaj pozabili na svojo tradicijo, tako da o bogovih starodavnega rimskega panteona ni bilo nič znanega. Napisal je obširno delo Antiquitates, v katerem je v 41 knjigah zbral informacije o svetovnih profanih starinah. Čeprav je to delo popolnoma izgubljeno in ni mogoče vedeti, kakšne natančne so bile informacije, se vseeno zdi, da ni našel nobenega izvirnega rimskega mitološkega gradiva, ker so njegovi sodobniki in privrženci – Cicero, Vergilij, Horacij, Tit Livij in Ovid - pri predstavitvi legendarnih dogodkov še naprej uporabljali le oblike grškega mita. Po drugi strani pa o zgodnji prisotnosti Enejeve zgodbe med Rimljani priča fragment, ki ga je citiral Varon iz starodavne pesmi Carmen Priami (Priamova pesem), verjetno sestavljene v obdobju Livija Andronika. V Vergilijevi Eneidi so filologi s skrbnimi analizami lahko odkrili le majhno sled starodavne rimske in italijanske tradicije (bela svinja , ustanovitev Parentalija, Apolon iz Sorakte), vendar se tudi bolj nanašajo na kult kot na mitologijo in prežeta so z izjemnim učenjem z različnimi elementi - pitagorejski, orfični, platonski in stoični. Tit Livij (59 pr. n. št.- 17 n. št.) je v svojem obsežnem delu Ab Urbe condita (Od ustanovitve mesta) idealiziral preteklost in mit racionaliziral in podredil domoljubnim čustvom in trenutnim političnim okoliščinam. Ovid (43 pr. n. št. - 17 pr. n. št.) v veliki mitološki pesnitvi Metamorfoze ponuja pregled glavnih grških mitov o čudežnih preobrazbah, ki pojasnjujejo izvor voda, kamnin, rastlin, živali, zvezd itd. nekaterim rimskim legendam, toda le tistim, ki so jih vzeli iz prejšnjih literarnih del. Njegova pesnitev Fasti (praznični koledar) je poln folklornega gradiva in razlag določenih rimskih festivalov, običajev in obredov, toda tudi tu se razkrije Ovidovo globoko znanje grške mitologije.

### Arheološke najdbe
Ker iz razpoložljivih literarnih virov ni mogoče sklepati, da so imeli Rimljani svojo izvorno mitologijo in da gre za mitologijo, ki je znana danes in sega že v 3. stoletje pred našim štetjem, so znanstveniki poskušali rekonstruirati njen kult z uporabo arheoloških podatkov in informacij o kultu in obredu, izvirni vsebini in razvojni poti; vendar so to najprej le bolj ali manj sprejemljive domneve. Etruščane, pa tudi Rimljane, so na primer zanimali trojanski cikli mitov, na katere kaže amfora iz 6. stoletja pred našim štetjem, ki so jo našli v Vulciju in upodablja trojanskega kralja Priama, boga Hermesa in boginje Hero, Ateno in Afrodito. Lončenino in druge ostanke materialne kulture iz 6. in 5. stoletja pred našim štetjem v Rimu in okolici krasijo različne slike grških božanstev in mitični prizori, znani iz grške literature; med njimi je predstava Eneja, ki nosi Anhiza na hrbtu, kar kaže, da je bil mit Rimljanom znan že mnogo pred Nevijem in Enijem. 

## Narava rimskega mita
Ker je ritual igral osrednjo vlogo v rimski religiji, ta mit pa narejen za Grke, včasih dvomimo, da so Rimljani imeli veliko domače mitologije. Ta percepcija je produkt romantizma in klasičnih študij 19. stoletja, ki je grško civilizacijo cenila kot 'avtentično ustvarjalno'. Od renesanse do 18. stoletja pa so bili rimski miti navdih zlasti za evropsko slikarstvo. Rimsko izročilo je bogato z zgodovinskimi miti ali legendami o ustanovitvi in vzponu mesta. Te pripovedi se osredotočajo na človeške akterje, le z občasnimi posegi božanstev, vendar z osuplim občutkom božje urejene usode. V najzgodnejšem obdobju Rima sta zgodovina in mit vzajemna in komplementarna. Kot ugotavlja T. P. Wiseman:
 »Rimske zgodbe so še vedno pomembne, saj so bile pomembne Danteju leta 1300 in Shakespearu leta 1600 ter očetom ustanoviteljem ZDA leta 1776. Kaj je treba za svobodnega državljana? Je lahko velesila še vedno republika? Kako se dobronamerna avtoriteta spremeni v morilsko tiranijo?« 
Glavni viri za rimski mit vključujejo Vergilijevo Eneido in prvih nekaj knjig Livijeve Zgodovine ter Dionizijeve Roman Antiquities. Drugi pomembni viri so Ovidove Fasti, pesnitev v šestih knjigah, zgrajena po Rimskem verskem koledarju in četrta knjiga Propercijevih Elegij. Prizori iz rimskega mita se pojavljajo tudi v rimskih stenskih poslikavah, na kovancih in kiparstvu, zlasti v reliefih.

### Ustanovitev mitov
Eneida in Livijeva zgodnja Zgodovina sta najboljši vir mita o ustanovitvi Rima. Gradivo iz grške junaške legende je bilo zgodaj cepljeno na domače poreklo. Trojanski princ Enej je bil kot mož Lavinije, hčere kralja Latina, patronimičnega prednika Latincev in zato preko zapletenega revizionističnega rodoslovja, predhodnik Romula in Rema. Trojanci so bili sprejeti kot mitski predniki rimskega ljudstva.

### Drugi miti
Značilni miti o Rimu so pogosto politični ali moralni, to je, da se ukvarjajo z razvojem rimske vlade v skladu z božanskim zakonom, ki ga izraža rimska religija in z demonstracijami posameznikove drže moralnih pričakovanj (mos maiorum - kolektivno spoštovana načela, vedenjski modeli in družbene prakse, ki so vplivale na zasebno, politično in vojaško življenje v starem Rimu) ali neuspehov narediti tako.
- Ugrabitev Sabink, kar pojasnjuje pomen Sabincev za oblikovanje rimske kulture in vzpon Rima s konflikti in zavezništvi.
- Numa Pompilij, še en rimski kralj sabinskega porekla, se je poročil z nimfo Egero in ustanovil številne pravne in verske ustanove v Rimu.
- Servij Tulij, šesti rimski kralj, je bil skrivnostnega izvora in je bil zato podvržen mitologiji in naj bi se zaljubil v boginjo Forzunom.
- Tarpejska pečina in njena vloga pri usmrtitvi izdajalcev.
- Lukrecija, ki je s svojo požrtvovalnostjo povzročila padec monarhije v Rimu in privedla do ustanovitve republike.
- Klelia, Rimljanka, ki jo je gostil Lars Porsena. S skupino rimskih devic je pobegnila iz Clusijskega tabora
- Horacij Kokl, zgodba, ki govori o pomembnosti osebnega poguma.
- Mucij Scevola je dal desno roko nad ogenj, da je dokazal lojalnost rimski državi.
- Cecul, sin Vulkana, je bil legendarni ustanovitelj Preneste, edini mit iz starodavnega Lacija, ki je v celoti ohranjen.[9]
- Mark Manlij in gosi, zgodba o božanskem posredovanju v času obleganja Galcev v Rimu.[10]
- Zgodbe, ki se nanašajo na praznike Nona Caprotinae in Poplifugia.[11]
- Koriolan, zgodba o politiki in etiki.
- Etruščansko mesto Korit kot 'zibelka' trojanske in italijanske civilizacije.[12]
- Prihod boginje Kibele v Rim.[13]

## Religija in mit
Pripovedi o božji dejavnosti so imele pomembnejšo vlogo v sistemu grškega verskega prepričanja kot tudi med Rimljani, za katere sta bila ritual in kult glavna. Čeprav rimska religija ni imela podlage v svetih spisih in eksegezi, je bila duhovniška literatura ena najzgodnejših pisnih oblik latinske proze. Knjige (libri) in komentarji (commentarii) kolegija Pontifeksa (Collegium pontificum) in avgurjev (svečenikov) so vsebovali verske postopke, molitve in odločitve ter mnenja o točkah verskega prava. Čeprav je bilo vsaj nekaj tega arhiviranega gradiva na voljo za posvetovanje rimskemu senatu, je bil pogosto occultum genus litterarum, skrita oblika literature, do katere so po definiciji imeli dostop samo duhovniki. Prerokbe, ki so se nanašale na svetovno zgodovino in usodo Rima, se na srečo pojavljajo na kritičnih prehodih v zgodovino, ki so jih nenadoma odkrili v nejasnih sibilskih knjigah, ki jih je Tarkvinij Ošabni (po legendi) kupil v poznem 6. stoletju pred našim štetjem od Kumenske Sibile. Nekateri vidiki arhaične rimske religije so se ohranili v izgubljenih teoloških delih učenjaka Varra iz 1. stoletja pred našim štetjem, ki so ga poznali drugi klasični in krščanski avtorji.
Najzgodnejši panteon je vključeval Janusa, Vesto in vodilno tako imenovano arhaično triado Jupiter, Mars in Kvirin, katerih svečeniki flamines maiores (veliki svečeniki) so imeli najvišji status. Po tradiciji je Numa Pompilij, Sabinec in drugi rimski kralj, ustanovil rimsko religijo; verjel je, da je imel svojo družico in svetovalko rimsko boginjo ali nimfo vodnjakov in prerokb, Egerijo. Kapitolska triada Jupiter, Junona in Minerva je pod vplivom Etruščanov pozneje postala osrednja v uradni religiji, nadomestila je arhaično triado - nenavaden primer v indoevropski religiji vrhovne triade, sestavljene iz dveh ženskih božanstev in samo enega moškega. Kult Diane se je uveljavil na Aventinskem griču, toda najbolj znana rimska manifestacija te boginje je bila morda Diana Nemorensis (Diana gozdov) zaradi pozornosti, ki ji jo je namenil J. G. Frazer v mitografski klasiki Zlata veja (The Golden Bough).
Bogovi so predstavljali izrazito praktične potrebe vsakdanjega življenja, stari Rimljani pa so jih vestno usklajevali z ustreznimi obredi in daritvami. Zgodnja rimska božanstva so vključevala množico 'specialnih bogov', katerih imena so priklicali pri izvajanju različnih specifičnih dejavnosti. Odlomki starega obreda, ki spremljajo takšna dejanja, kot je oranje ali sejanje, razkrivajo, da se je v vsaki fazi operacije priklicalo ločeno božanstvo, ime vsakega božanstva pa redno izhaja iz glagola za operacijo. Pokroviteljska božanstva so bila v starem Rimu še posebej pomembna.
Tako sta Janus in Vesta varovala vrata in ognjišče, Lari so varovali polje in hišo, Pales pašnik, Saturn je skrbel za sejanje, Cerera za rast žita, Pomona za sadje ter Consus in Ops za letino. Tudi veličastni Jupiter, vladar bogov, je bil počaščen za pomoč darovanja dežja kmetijam in vinogradom. V svojem bolj obsežnem značaju je veljal, da je s strelo vodil človeško dejavnost. Zaradi njegove široke domene so ga Rimljani izbrali za zaščitnika pri svojih vojaških dejavnostih zunaj meja lastne skupnosti. V zgodnjih časih sta bila vidna bogova Mars in Kvirin pogosto identificirana med seboj. Mars je bil bog vojne; bil je čaščen marca in oktobra. Sodobni učenjaki vidijo Kvirina kot zavetnika oborožene skupnosti v času miru.
Učenjak 19. stoletja, Georg Wissowa, je menil, da so Rimljani razlikovali dva razreda bogov, di indigetes in di novensides ali novensiles: indigetes so bili originalni bogovi rimske države, njihova imena in narava pa so označeni z naslovi najzgodnejših duhovnikov in določenih festivalov v koledarju, pri čemer so s posebnimi festivali častili 30 takšnih bogov; novensides so bili poznejša božanstva, katerih kulti so se v zgodovinsko obdobje vnašali v mesta, običajno na znan datum in kot odgovor na posebno krizo ali občutek potrebe. Arnaldo Momigliano in drugi pa trdijo, da tega razlikovanja ni mogoče vzdrževati. Med vojno s Hanibalom vsako razlikovanje med »avtohtonimi« in »priseljenskimi« bogovi začne izginjati, Rimljani pa v znak moči in vsesplošne božanske naklonjenosti sprejemajo različne bogove iz različnih kultur.

### Tuji bogovi
Črpanje lokalnih bogov je potekalo, ko je rimska država osvojila nova ozemlja. Rimljani so lokalnim bogovom osvojenega ozemlja navadno podelili enako čast kot zgodnejšim bogovom rimske državne religije. Poleg Kastorja in Poluksa se zdi, da so osvojena naselja v Italiji prispevala k rimskemu panteonu Diano, Minervo, Herkula, Venero in božanstva nižjega ranga, nekatera so bila italska, druga pa izvirajo iz grške kulture Magna Graecia. Leta 203 pred našim štetjem je Rim uvažal kultni predmet, ki ga je ustvarila Kibela iz Pesine v Frigiji in pozdravili njen prihod s ceremonijo. Tako Lukrecij kot Katul, pesnika, sodobnika sredi 1. stoletja pred našim štetjem, ponujata neupravičene poglede na divje ekstatični kult Kibele.
Ponekod so bila božanstva sovražne sile uradno povabljena skozi obred evocatio, da so prevzela svoje bivališče v novih svetiščih v Rimu.
Skupnosti tujcev (nekdanji peregrini) in nekdanji sužnji (libertini) so v mestu nadaljevali svoje verske prakse. Tako je v Rim prišel Mitra in njegova priljubljenost v rimski vojski je širila njegov kult vse do Rimske Britanije. Pomembna rimska božanstva so se na koncu poistovetila z bolj antropomorfnimi grškimi bogovi in boginjami ter prevzela številne njihove lastnosti in mite.

## Nekateri bogovi
- Amor, bog romantike in ljubezni; William-Adolphe Bouguereau, Mokri Kupid
- Diana, boginja lune, lova in plodnosti; Artemida s košuto, bolj znana kot Diana iz Versaillesa. Marmor, rimska kopija, cesarska doba (1.-2. st. n. št.).
- Fortuna, boginja sreče in usode; Albrecht Dürer, Nemesis ali Fortuna
- Junona, kraljica bogov, boginja neba, zakona in družine; rimski denarij, 220 n. št.
- Jupiter, kralj bogov, bog neba; Jean Auguste Dominique Ingres, Jupiter in Tetis
- Mars, bog vojne; Diego Velázquez, Mars počiva
- Merkur, bog trgovine, glasnik bogov; Skulptura rimskega boga Merkurja iz 17. stoletja flamskega umetnika Artusa Quellina
- Minerva, boginja modrosti; Elihu Vedder, Glava Minerve. Olje na platnu, 125 × 80 cm. Slika je bila pripravljalna študija za mozaik Minerva, ki je v Kongresni knjižnici, stavba Jefferson, Washington, D. C.
- Venera, boginja ljubezni in lepote; Kip tipa Kapitolske Venere. Marmor, rimska kopija ca. 100-150 n. št. Po helenistični različici Afrodite Knidske. Leta 1794 jo je izkopal Robert Fagan v Campo Iemini, blizu Torvaianice, Lacij.
- Saturn, bog kmetijstva; Saturn, Hendrick Goltzius je kopiral z originalne freske Polidora da Caravaggia.
- Vulkan, bog ognja, kovačev in rokodelcev; Diego Velázquez, Apolon v Vulkanovi kovačnici

Rimski bogovi in boginje so še: Apolon, Bakh, Cerera, Žila, Diana, Dis Pater, Fortuna, Janus, Junona, Jupiter, Amor, Kvirin, Liber, Maja, Mars, Merkur, Minerva, Neptun, Pluton, Saturn, Uran, Venera, Vesta, Vulkan in Ira in drugi.

## Primerjava glavnih rimskih in grških imen bogov po funkciji
| rimski  | funkcija rimskega boga                                                                                                 | grški    | funkcija grškega boga | atribut                                                              |
| ------- | --- | -------- | --- | -------------------------------------------------------------------- |
| Jupiter | oče bogov, odgovoren za strele, grmenje in zrak; vrhovni bog rimskega panteona                                         | Zevs     | poglavar vseh bogov, bog neba in nevihte; tudi čuvaj državne ureditve, zaščitnik pravice in bog svetlobe. | orel, strela, žezlo                                                  |
| Junona  | družinska boginja, odgovorna za poročna praznovanja, poroko, materinstvo in porod, pomočnica pri rojstvu otroka        | Hera     | hčerka Kronosa in Ree ter sestra in žena Zevsa. Bila je boginja družine in plodnosti | pav, kraljevski trak za glavo                                        |
| Neptun  | bog morja, potresov in konj                                                                                            | Pozejdon | bog morja; je pomemben državljanski bog v večjih mestih | trizob, kočija                                                       |
| Minerva | deviška boginja modrosti, zavetnica junakov, mest, kmetijstva, umetnosti in znanosti, obrti, (strateška) vojne in miru | Atena    | boginja civilizacije, modrosti, tkanja, obrti in vojaške discipline | čelada, ščit, koplje in sova                                         |
| Mars    | bog uničujoče vojne in bitk                                                                                            | Ares     | bog vojne in bojnega polja; atributi so čelada, bakla, pes in jastreb | meč, ščit, čelada                                                    |
| Venera  | boginja ljubezni in lepote                                                                                             | Afrodita | boginja ljubezni, lepote, spolnega poželenja in zaščitnica zaljubljencev | golob, školjka, pas, ogledalo                                        |
| Apolon  | bog poezije, svetlobe, miši, kuge in prerokbe                                                                          | Apolon   | bog svetlobe, pomladi, moralne čistoče in umetnosti, predvsem glasbe | kitara (godalni instrument), lok in puščica                          |
| Diana   | svetlobe, zlasti mesečine, svobodne narave, divjadi, lova                                                              | Artemida | boginja pravične vojne, lova, živali, narave, rasti in rojstva in zaščitnica slabotnih ter otrok | puščica in srebrni lok, tul, srna, polmesec                          |
| Vulkan  | bog uničujoče moči ognja, zaščitnik kovačev in rokodelcev                                                              | Hefajst  | bog ognja in kovaštva | kovaško kladivo ali klešče, pilos (obrtniška kapa)                   |
| Vesta   | deviška boginja ognjišča ognja in družinske harmonije                                                                  | Hestija  | boginja domačega ognjišča; je simbol doma in družine. V vsaki hiši je na njenem oltarju gorel večni ogenj. | plamen                                                               |
| Merkur  | bog tatov, trgovine in popotnikov; glasnik bogov                                                                       | Hermes   | bog prehodov in meja; odposlanec in glasnik bogov; priprošnjik med smrtniki in bogovi in spremljevalec duše v posmrtno življenje. Razumljen je bil kot zaščitnik in pokrovitelj pastirjev, tatov, govorništva in duhovitosti, literature in poezije, športnikov in športa, izumov in trgovine, cest, mej in popotnikov. | petas ali krilata čelada, kaducej (kerikej), krilati čevlji, torbica |
| Cerera  | boginja Zemlje, boginja plodnosti                                                                                      | Demetra  | zavetnica zakona in otrok, še posebej čaščena med poljedelci | klasje pšenice, bakla, rog obilja, kruh                              |

### Še nekateri rimski bogovi
- Acca Larentia - dojilja Romula in Rema
- Aiolus - bog vetrov, 	grški Eol
- Eskulap - bog zdravljenja,	 grški Asklepij
- Alemonija - nerojenega otroka naj bi nahranila, da se bo lahko rodil popolnoma razvit.
- Amor - Bog ljubezni, 	grški Eros
- Ana Perena - boginja pomladi in mladega leta
- Avrora - boginja zarje, 	     grška Eos
- Belona – prvotna boginja vojne in boja
- Bona Dea (Dobra boginja – tudi Favna) - boginja plodnosti, zdravljenja, devištva in žensk
- Bubona - zaščitna boginja volov in govedoreje
- Cardea - boginja zdravja, pragov, tečaji vrat in kljuke na vratih
- Carmenta, Nicostrata - boginja prerokbe in poroda
- Carna - boginja srca in notranjih organov
- Consus - bog prinesene letine
- Dea Dia - boginja rasti
- Epona – prvotno keltska boginja, zaščitnica konj
- Favn - bog gozdov in pašnikov, 	grški Pan
- Feronia - boginja pomladi in zemlje
- Flora – italska boginja rastlinstva, predvsem cvetja in cvetov
- Fons - bog izvirov, vodnjakov in tekoče vode
- Fortuna – italska boginja sreče in naključja, grška Tihe
- Furije - boginje maščevanja, grško Erinije
- Furina - boginja tatov
- Herkul - bog zdravljenja in preročišč, zaščitnik športnih objektov, grški Heraklej
- Jan - dvolični bog začetka in konca, vhodov in izhodov, vrat
- Levana - zaščitna boginja novorojenčkov
- Liber, tudi Liber pater, bog vegetativnega in živalskega gnojenja, pozneje večinoma imenovan Bakh, grški Dioniz
- Luna - boginja lune, grška Selena
- Maia – možanstvo rastlinstva, mati Hermesa, grška Maja, najlepša izmed Plejad – po njej se imenuje mesec maj
- Moneta - boginja, ki je nadzorovala izdelavo kovancev
- Mutunus Tutunus - bog poročnih praznovanj, grški Priap – bog plodnosti
- Ops - žena Saturna, mati Jupitra, grška Rea
- Pales - boginja pašnika in pastirji
- Pikus - bog polj in gozdov, sin Saturna, oče Favna
- Pluton - vladar podzemlja, grški Had
- Dis Pater rimski  - Plutos – grški bog bogastva
- Pomona - boginja vrtov in sadovnjakov
- Portunus - bog pristanišč
- Prozerpina - boginja prenove in kot Plutonova žena, vladarica podzemlja, velika Perzefona
- Kvirin - bog izvira
- Robigus - božanstvo žitnih bolezni, kot je zrna rja
- Saturn - bog poljedelstva (oče Jupitra), grški Kronos
- Silvan - bog neobdelane zemlje in gozdov ter zaščitnik meja
- Sol - bog sonca, grški Helij
- Strenia - boginja novega leta, zdravja, energije in marljivosti
- Telus – boginja plodnosti, dojilja človeškega rodu in varuhinja pridelka; grška Gaja
- Termin - bog državnih in zasebnih mej
- Vejovis - "Anti Jupiter", Jupiter podzemlja, bog odkupne daritve in pobegli zločinci ali zdravljenje
- Vertumnus – prvotno etruščanski bog, bog vremenskih sprememb in morda prometa
- Volturnus - bog vode in rek.

### Duhovna bitja
- Genij - človekov osebni notranji duh, ki mu daje plodnost
- Lari - zaščitni bogovi ali duhovi določenih krajev in družin
- Penati - bogovi zaščite zalog
- Mani (di manes) - duše mrtvih, duhovi družinskih prednikov, vključno z nekaterimi duhovi podzemlja
- Lemur, lačne duše pokojnikov brez otrok, ki so se ob določenih dnevih vračale iz podzemlja in strašile žive.